# Musée national de la Voiture et du Tourisme
Le musée national de la Voiture et du Tourisme est un musée d'automobiles situé dans l'aile gauche du château de Compiègne, dans l'Oise.

## Historique
Le musée national de la Voiture est créé à l'initiative de l'association Touring club de France dans laquelle les grands carrossiers présents aux expositions universelles souhaitaient constituer une histoire de la locomotion terrestre et contribuer à la sauvegarde du patrimoine hippomobile et automobile. Il est inauguré le 1er juillet 1927 par Édouard Herriot, ministre de l'Instruction publique et des Beaux-Arts.

## Collection
Le musée conserve une centaine de carrosses, de véhicules hippomobiles et de portage remontant au XVIIIe siècle, complétés par une collection de cycles et d'une trentaine d'automobiles des débuts de cette industrie, ainsi qu'un fonds documentaire relatif aux transports.
Parmi les modèles célèbres :
- La Mancelle, voiture à vapeur d’Amédée Bollée présentée à l’Exposition universelle de 1878 ;
- diligence à vapeur du marquis de Broe carrossée par Muhlbacker, pesant 7 tonnes ;
- Panhard et Levassor type A de 1891 ;
- Double Phaëton Gobron-Brillié de 1898 ;
- La Jamais contente de 1899, voiture électrique qui fut la première à atteindre les 100 km/h ;
- Renault Type A de 1899 ;
- De Dion-Bouton Type AX de 1907 ;
- La voiture de sport personnelle de Georges Guynemer (né aux environs de Compiègne), une Torpedo Sigma à moteur Ballot datant de 1916[3]
- Moto Terrot-Cuzeau de 1916 ;
- autochenille Citroën de la croisière noire (1924).

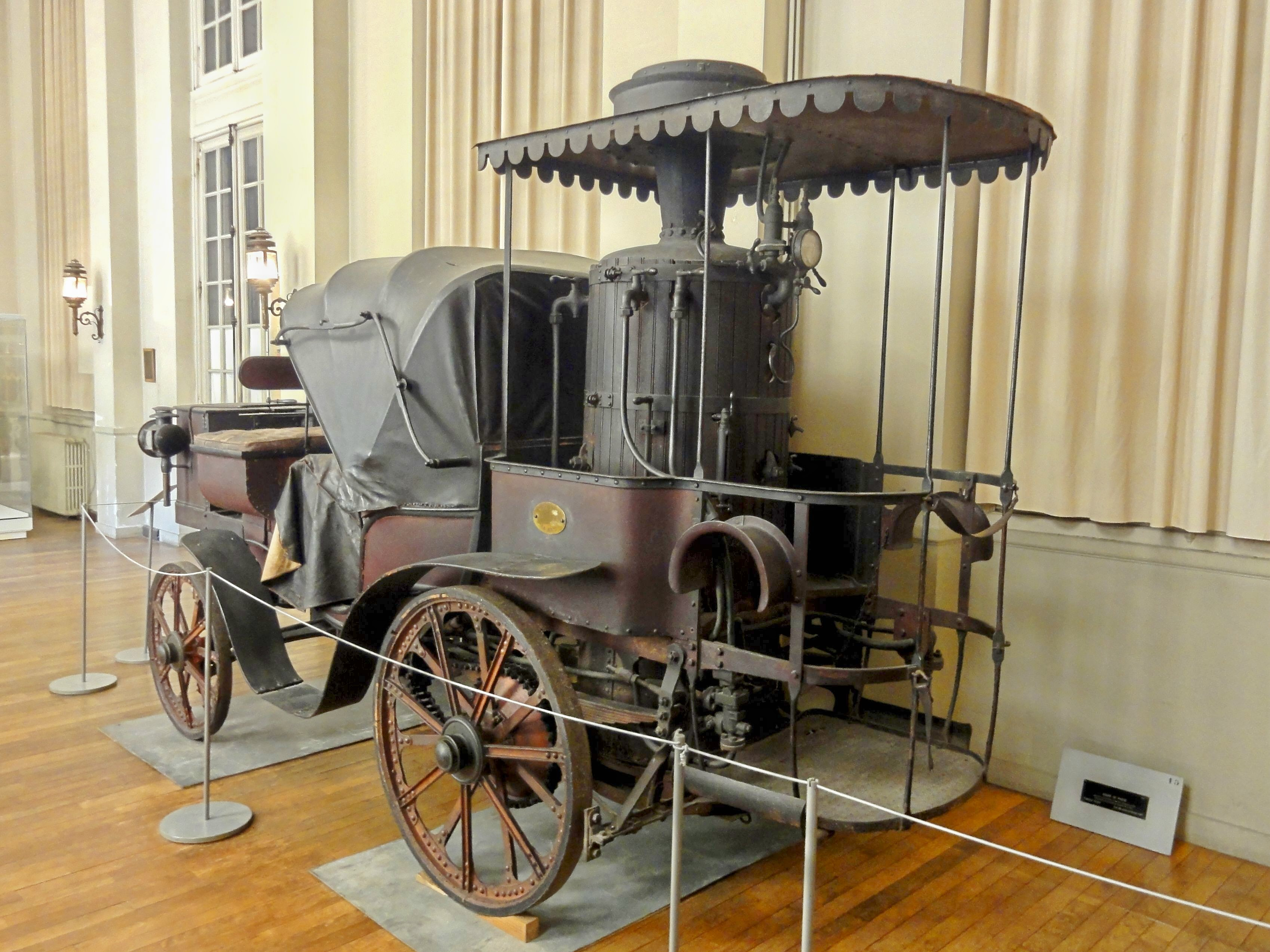
La Mancelle, 1878.
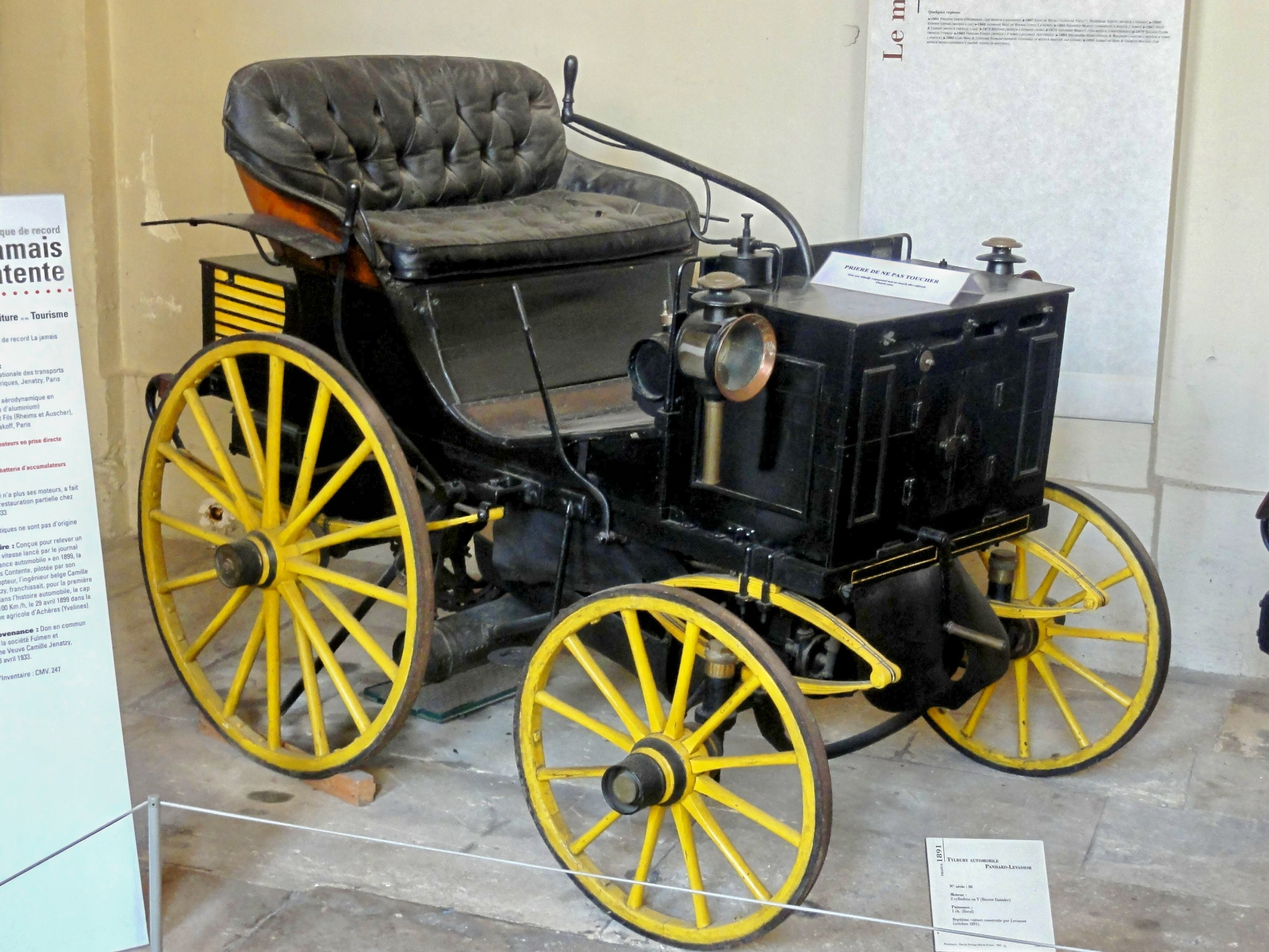
Panhard et Levassor type A, 1891.
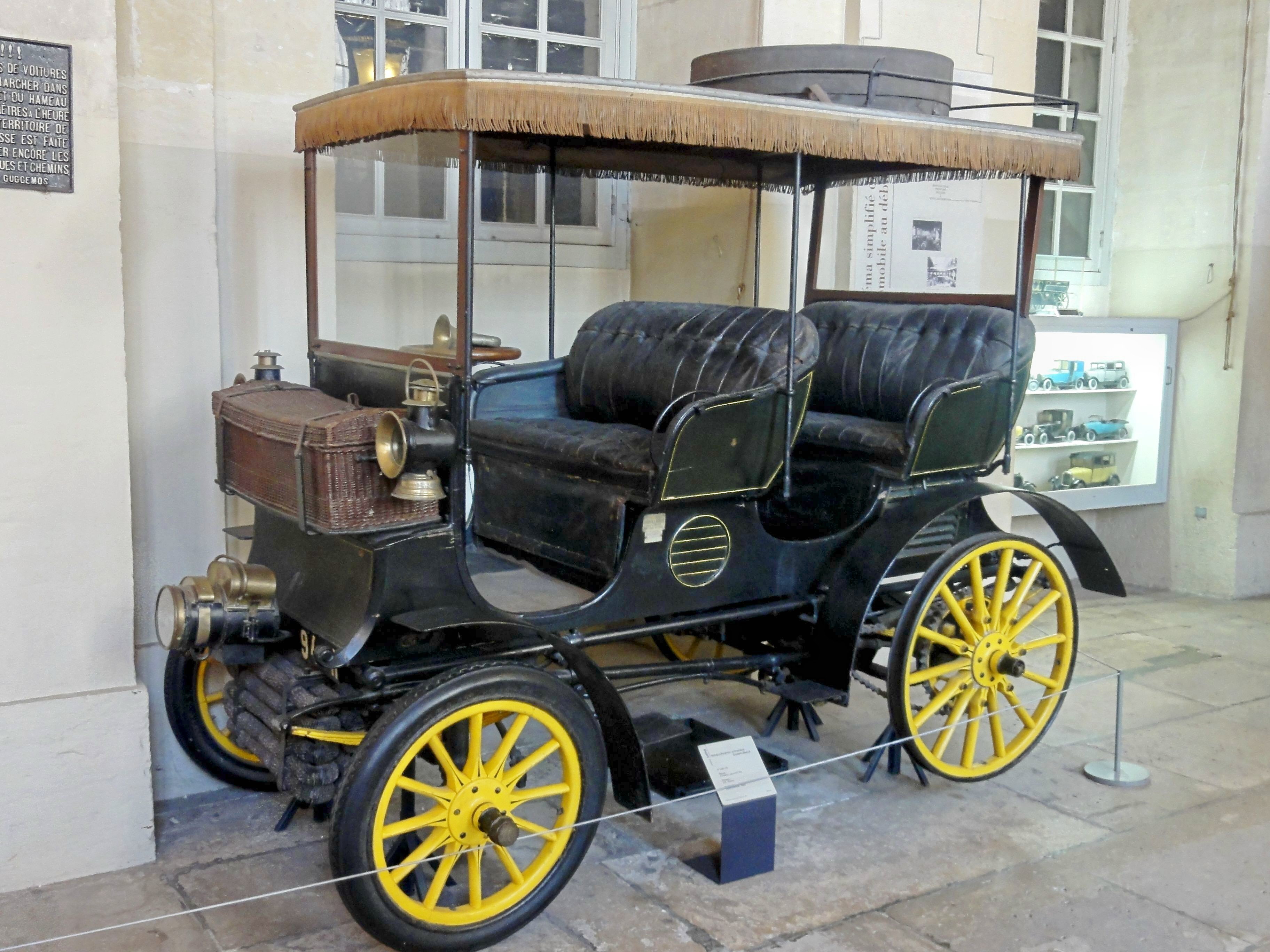
Double Phaëton Gobron-Brillié, 1898.
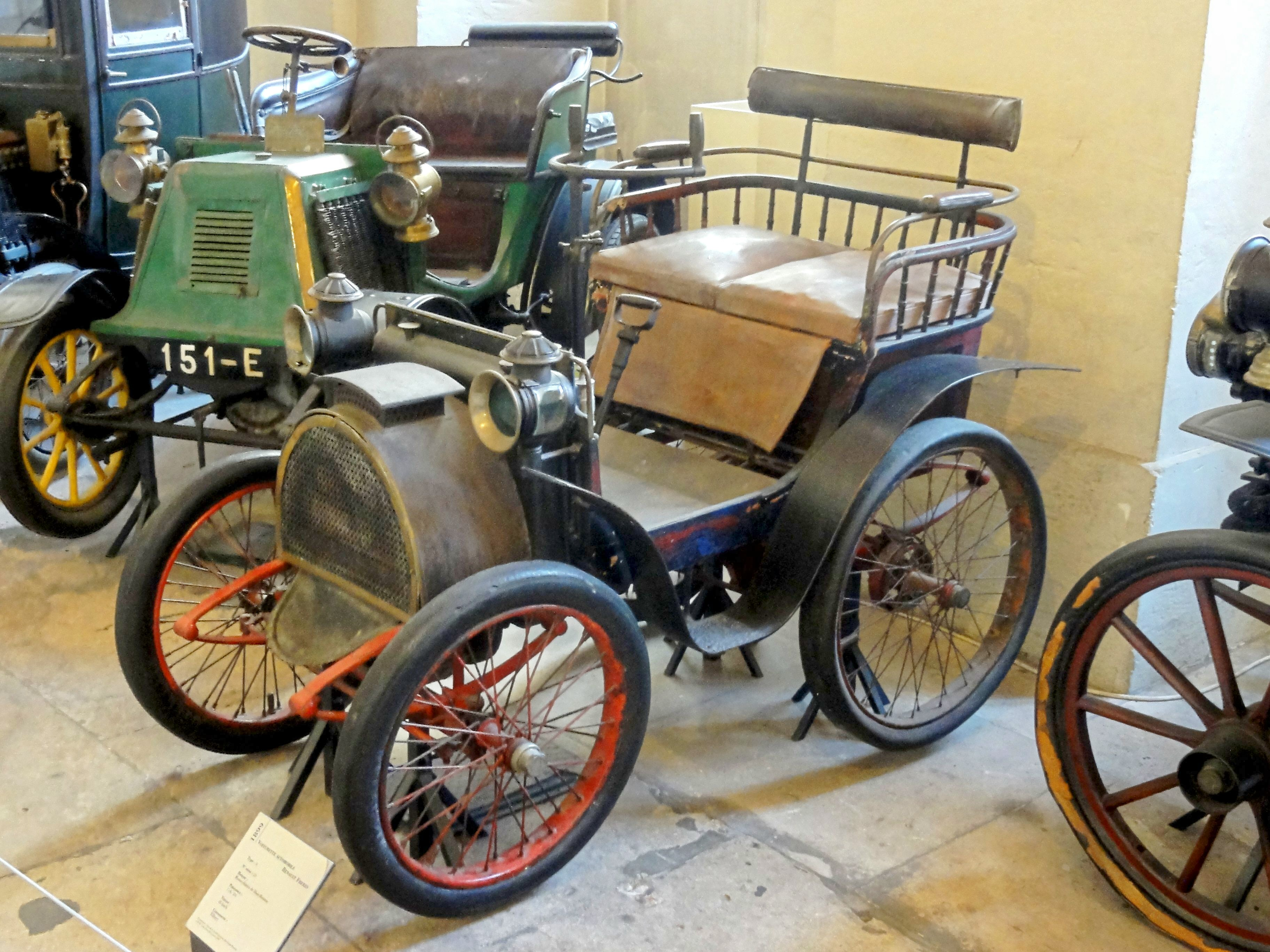
Renault type A, 1899.
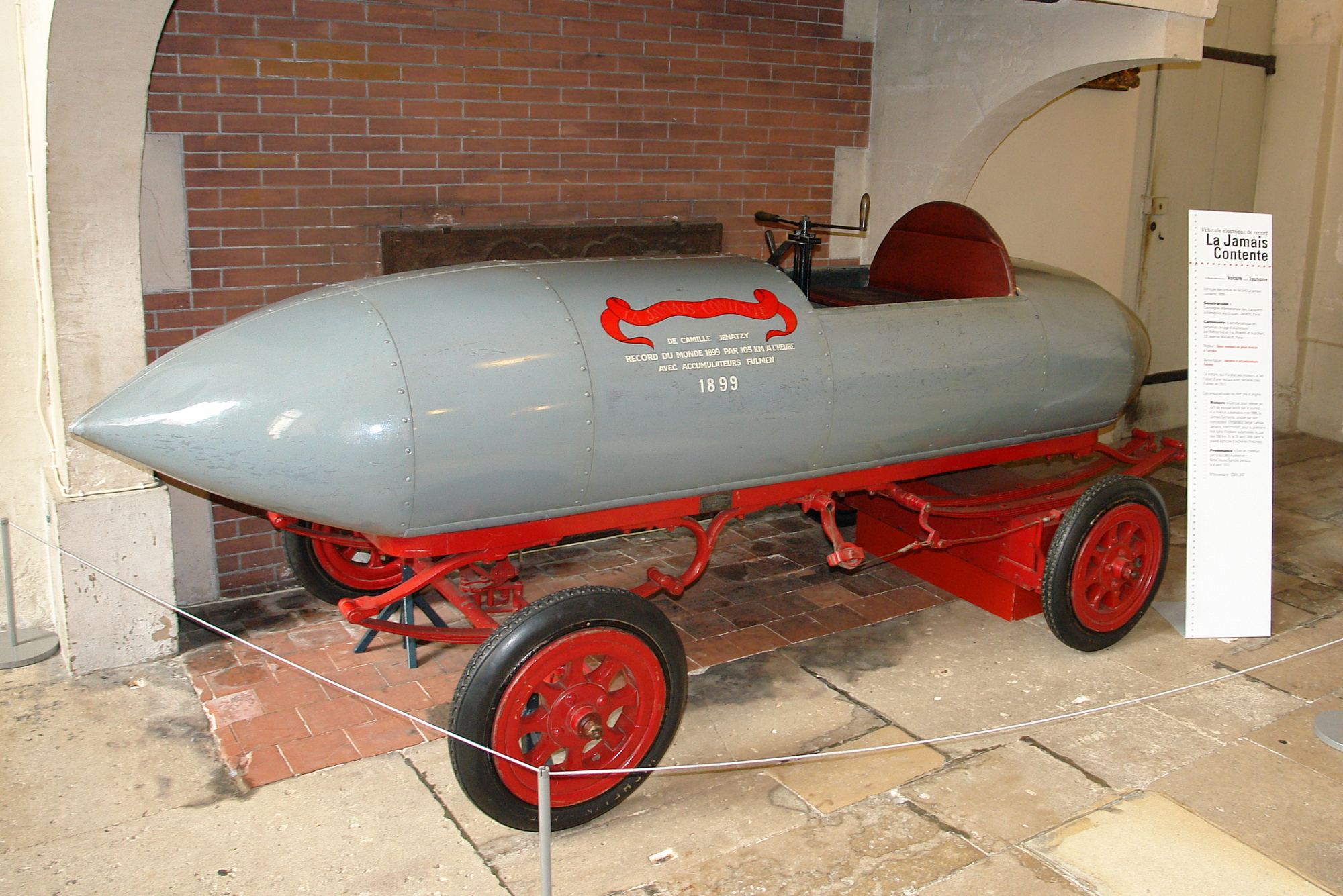
La Jamais contente, 1899.
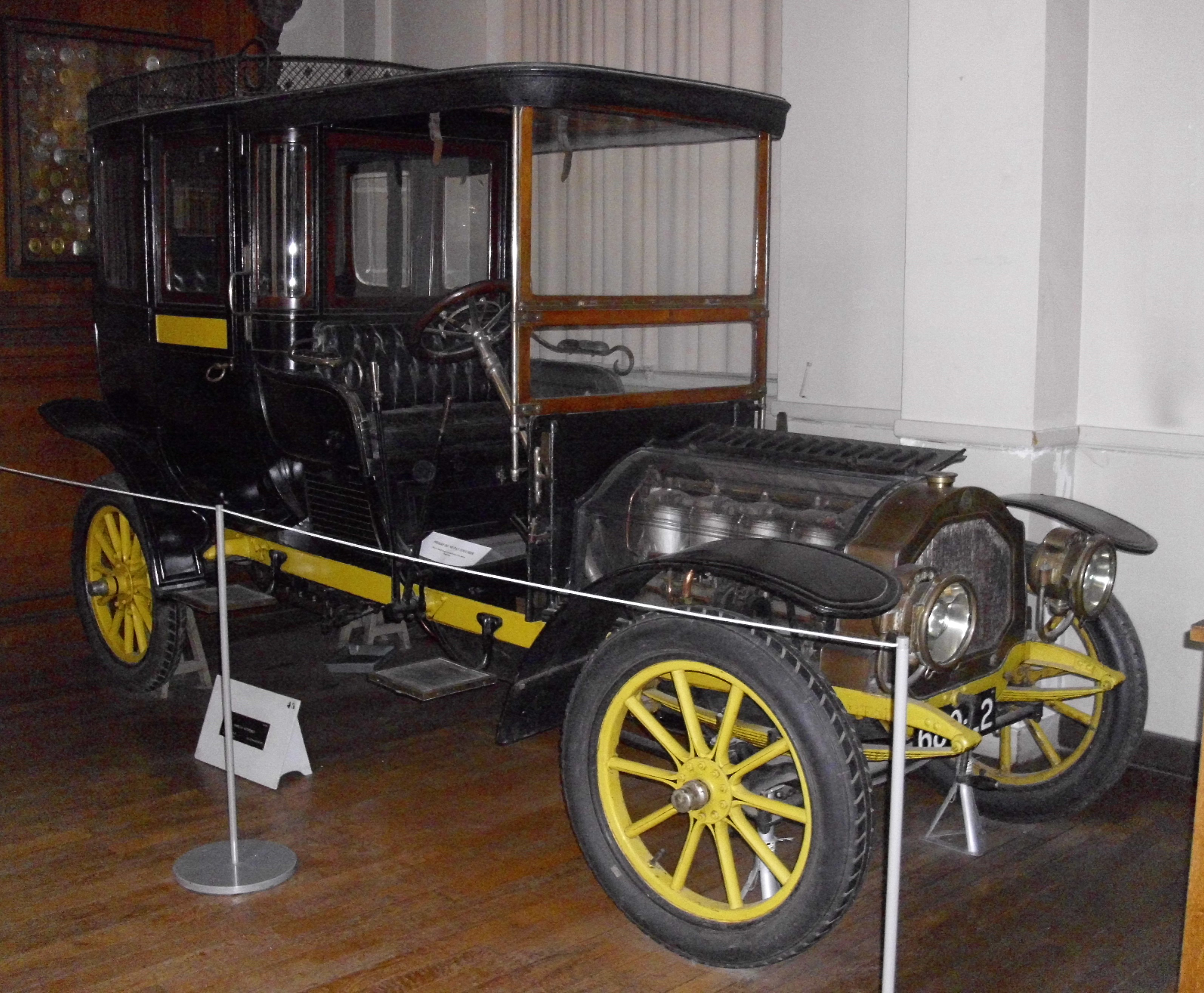
De Dion-Bouton Type AX, 1907.
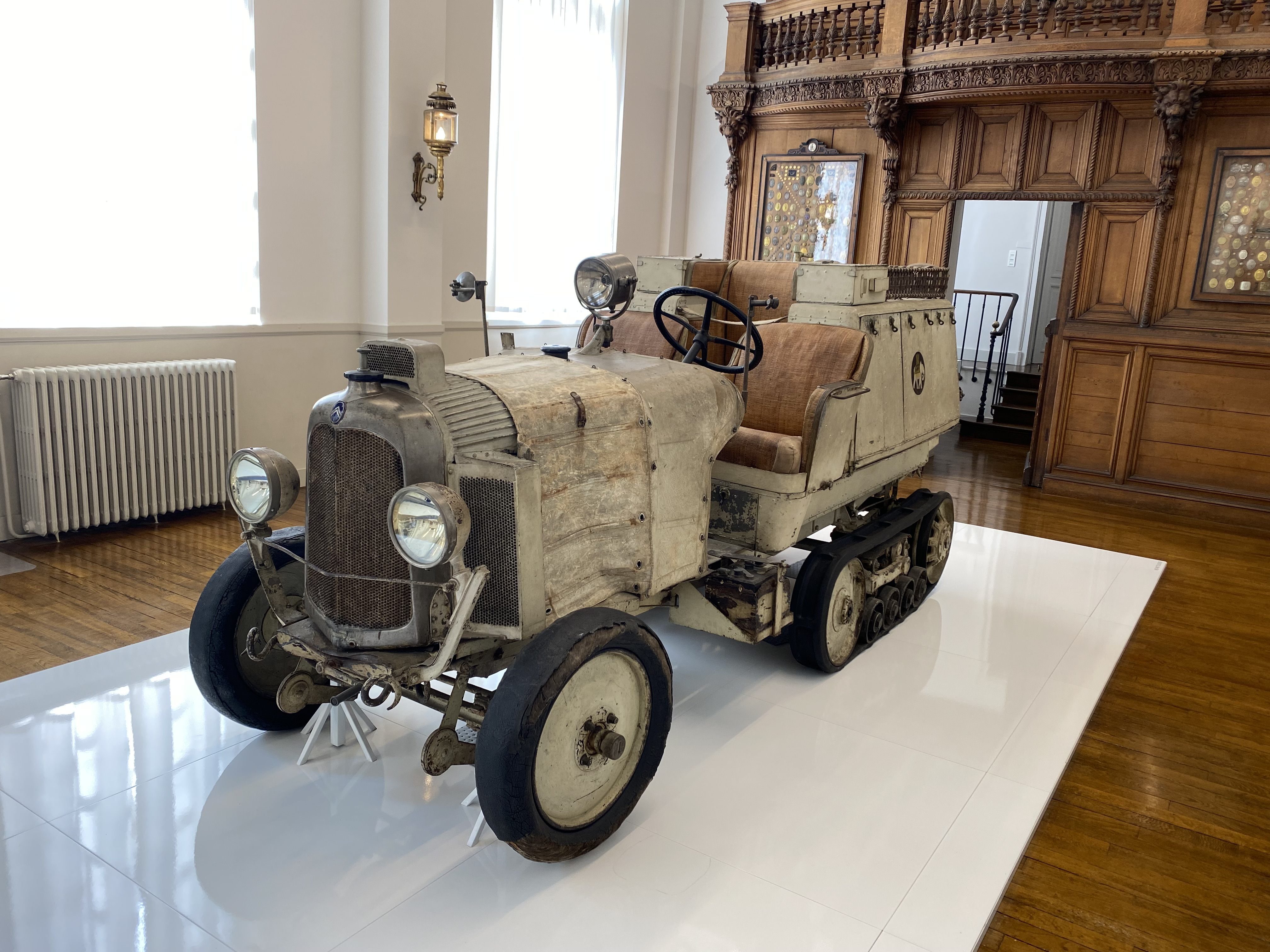
Autochenille Citroën L'Éléphant-à-la-Tour, 1924.

## Expositions
Le musée prête régulièrement quelques pièces de sa collection au Salon parisien Rétromobile, comme en 2009 avec l'exposition de La Jamais contente, ou en 2016 avec l’exposition de véhicules exceptionnels provenant du palais de Compiègne.

## Rallye des ancêtres

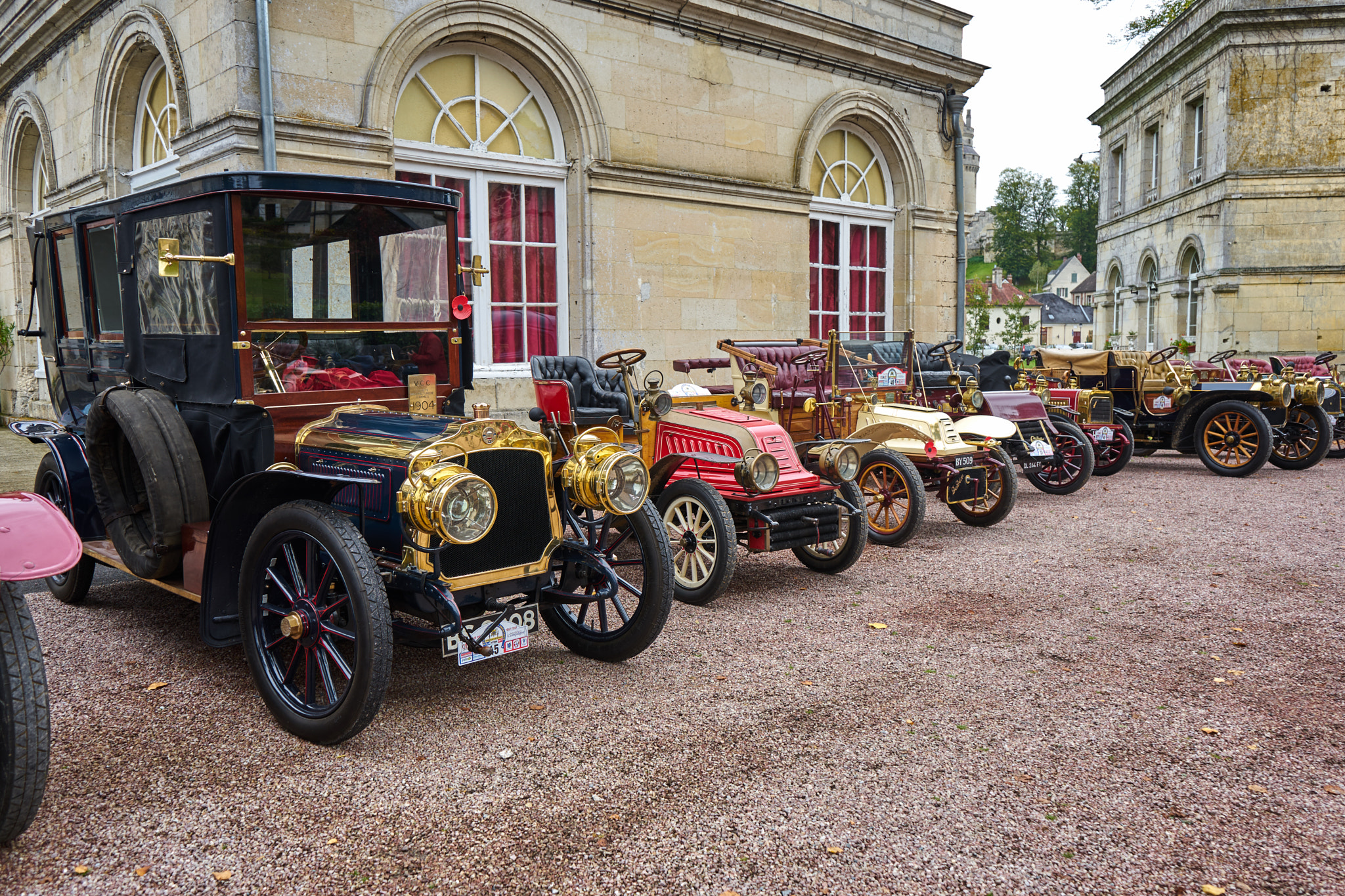
Exposition du Rallye des ancêtres.

Chaque année, le Rallye des ancêtres réunit les véhicules automobiles et motocyclettes construits avant le 1er janvier 1906 pour un rallye à travers l'Oise au départ du musée de Compiègne.